# Philaeus jugatus
Philaeus jugatus là một loài nhện trong họ Salticidae.
Loài này thuộc chi Philaeus. Philaeus jugatus được Ludwig Carl Christian Koch miêu tả năm 1856.